# Senta Crestia de Nogaròu
Senta Crestia d'Armanhac (en francès Sainte-Christie-d'Armagnac) és un municipi francès situat al departament del Gers i a la regió d'Occitània.

## Demografia
| 1962                                       | 1968 | 1975 | 1982 | 1990 | 1999 | 2006 |
| ------------------------------------------ | ---- | ---- | ---- | ---- | ---- | ---- |
| 504                                        | 453  | 402  | 365  | 360  | 338  | 349  |
| Des de 1962: població sense dobles comptes |      |      |      |      |      |      |

## Administració
| Període | Identitat      | Partit |
| ------- | -------------- | ------ |
| 2001-   | Pierre Barrail | FN     |